# Flesh and Stone
"Flesh and Stone" (KBS 더빙판: 눈 감으면 죽는다)은 영국 BBC의 SF 드라마 닥터 후 시즌 5의 다섯 번째 에피소드이다. 스티븐 모펏이 각본을, 애덤 스미스가 감독을 맡았으며 2010년 5월 1일 BBC One에서 첫 방송되었다. 우는 천사가 주요 악역으로 등장하고 리버 송 (앨릭스 킹스턴)이 다시금 등장하는 에피소드로, 4월 24일에 방영된 "The Time of Angels"에 이은 2부작 이야기의 후반부에 해당된다.
누군가 보지 않을 때에만 움직이는 외계종족, 우는 천사의 함정으로부터 탈출한 11대 닥터 (맷 스미스)와 동행자 에이미 폰드 (캐런 길런), 리버 송, 옥타비안 신부(이언 글렌)와 군인화된 성직자들이 추락한 우주선 비잔티움호 안으로 피신하는 것으로 이야기가 시작된다. 우는 천사들이 닥터 일행을 뒤쫓는 한편 에이미는 눈 속에 들어간 우는 천사의 각인으로 목숨을 잃을 위기에 처한다. 그 가운데 본 시간선에서 존재를 지워버릴 수 있는 힘을 지닌 시공간의 균열이 우주선에 나타나면서, 우는 천사와 닥터 일행 모두 그 속에 빨려들어갈 위험에 직면하게 된다.
각본을 맡은 모펏은 영화 에이리언과 속편 에이리언 2 간의 관계에서 영감을 얻어, 2007년 시즌 3에서 우는 천사의 첫등장 에피소드이자 본인이 각본을 맡았던 "Blink" 편의 액션 지향적인 속편으로서 이번 2부작 에피소드를 기획하였다. 시즌 5의 주요 이야기 소재인 시공간의 균열에 관한 핵심적인 정보가 소개되며, 등장인물의 주도로 전개되는 흐름들을 담았다. "The Time of Angels"와 "Flesh and Stone"은 시즌 5의 첫번째 촬영일정으로 제작되었으며, "Flesh and Stone"은 2009년 7월 잉글랜드 퍼즐우드와 웨일스 서던다운 해변가에서 촬영되었다. 영국 첫방송 당시 849만 5천 명의 시청자수를 끌어모았으며, 평론가들로부터 대체로 긍정적인 평가를 받았으나, 제1부의 완성도를 따라가지 못한 점, 우는 천사가 움직이는 모습을 보여주기로 한 점에 대해서는 공감할 수 없다는 평이 많았다.

## 줄거리
11대 닥터와 에이미, 리버 송, 옥타비안 신부와 살아남은 성직자들은 다가오는 우는 천사를 피해 우주선 비잔티움호 추락 현장의 지하 동굴로 들어간다. 이때 닥터의 기지로 동굴을 비추던 중력 구체를 파괴, 비잔티움호의 인공 중력장 속으로 뛰어들어 탈출에 성공한다. 천사들이 뒤쫓아 들어오기 시작하자 닥터 일행은 우주선 안으로 들어가고, 닥터의 주도로 선내의 산소공장 숲으로 향한다. 주 비행갑판을 지나가던 중 닥터는 에이미의 침실에서 보았던 시공간의 균열이 우주선에 나 있는 것을 발견한다. 그 속에서 우주 끝으로부터 건너온 시간 에너지가 새어나오고 있었는데 이것이 바로 우는 천사들이 노리는 것이었다.
에이미는 눈 속에 들어간 천사의 형상에 더욱 괴로워한다. 닥터는 에이미에게 천사를 보지 못하도록 눈을 감고 있으라고 지시한다. 옥타비안 신부는 성직자 경비대를 시켜 에이미를 지키고 있으라는 명령을 내리고, 닥터, 리버 송과 함께 산소공장 반대편에 보조 비행갑판을 만든다. 그 사이 닥터는 리버 송이 옥타비안 신부의 죄수라는 사실과, 리버 송이 우는 천사 소탕에 협조한다면 완전히 사면될 것을 약속받았다는 사실을 알게 된다. 하지만 그 다음 순간, 옥타비안 신부는 우는 천사에게 살해되고 닥터와 리버 송은 주조종실에 진입하는 데 성공한다. 두 사람은 시공간의 균열을 분석해 그곳에서 새어나온 에너지가 시간의 폭발에서 비롯된 것임을 확인하고, 폭발의 진원지를 에이미의 집에 있을 시간으로 좁혀나간다.
그 사이 우는 천사들은 주조종실에서 물러나기 시작한다. 균열이 벌어지면서 성직자들이 그 속으로 빨려들어가 존재가 지워져 버린다. 에이미는 우는 천사에게 붙잡히기 직전에 이르렀다가, 리버 송이 에이미를 보조 비행갑판으로 순간이동시켜 구해낸다. 이후 우는 천사들이 비잔티움호의 엔진에 있던 에너지를 유출시키는 바람에 중력장이 무너지고, 우는 천사들은 균열 속으로 빨려들어간다. 이때 우는 천사들의 존재가 지워지는 동시에, 시공간을 통틀어 충분히 복잡한 사건을 일으켜왔기에 균열이 닫힌다. 에이미의 눈 속에 형상을 심어뒀던 우는 천사도 시간선에서 지워졌기 때문에 에이미는 더 이상 눈 속의 천사로 인해 고통받지 않게 된다.
리버 송은 다시 체포되어 압송된다. 닥터가 수감 이유를 묻자 자기가 만났던 사람 중 아주 좋았던 사람을 죽여서라고 답한다. 에이미는 닥터에게 자신을 데려간 날 지구로 다시 데려다 달라고 부탁한다. 그리고 다음날이 결혼날이라는 사실을 밝히면서도, 닥터에게 키스하며 솔직하게 호감을 드러낸다. 닥터는 시공간의 균열이 에이미 본인과 관련이 있다고 믿고, 사실관계 정리를 위해 에이미를 타디스로 데려간다.

## 제작

### 각본
작가 스티븐 모펏은 "The Time of Angels" / "Flesh and Stone"의 각본 집필에 앞서, 우는 천사와 함께 있을 수 있는 최악의 상황, 앞을 볼 수 없는 상황의 두가지 컨셉을 떠올렸다. 처음으로 떠올린 소재는 실명을 당하는 것이었지만 바로 쓰이지는 않은 대신, 에이미가 처하게 되는 상황으로 발전시키게 되었다. 모펏은 시즌 3에서 본인이 각본을 맡았던 우는 천사 첫등장 에피소드 "Blink" 편의 액션 지향적인 속편이 되도록 이번 2부작 에피소드를 기획했다고 밝혔다. 이와 관련해 영화 에이리언과 속편 에이리언 2 사이의 관계에서 영감을 얻었는데, 에이리언 2를 "역대 최고의 영화 속편"이라 평가하면서 전편의 어두운 톤과는 달리 "더 다채롭다 (highly coloured)"고 밝혔다. 우는 천사도 마찬가지로 "Blink" 편에서는 생존을 위해 고군분투했던 것과는 달리, 이번 편에서는 '전쟁이나 다름없는' 계획을 세워나가기를 의도하였다. 영어 제목인 "Flesh and Stone" (살과 돌)이라는 제목은 모펏의 아들이 제안한 것이다.
한편 이번 시즌의 주요 소재로 등장하는 '시공간의 균열'을 다루는 데 있어서도 이번 에피소드의 역할이 중요하게 되었다. 시공간의 균열이라는 설정은 모펏이 자기 아들방 벽에 난 금에서 영감을 얻어 만든 것이다. 이번 편에서 시공간의 균열이 다시 발생하면서 그에 대한 몇 가지 사실이 밝혀진다. 작중 닥터는 에이미가 이전 에피소드에서 소개된 사건 (달렉의 침공 등)은 물론 "The Next Doctor"에서 발생한 역사적 사건도 기억하지 못한 사실이, 시공간의 균열과 관련이 있다고 짐작한다. 또한 시공간의 균열을 일으킨 시간 폭발이 2010년 6월 26일에 발생한다는 사실도 알아내는데, 이는 시즌 5 마지막 에피소드 "The Big Bang"의 방송 예정일이기도 했다. 닥터가 리버 송, 옥타비안 신부와 함께 주조종실로 향하기 위해 에이미의 곁을 떠난 뒤, 에이미를 격려하기 위해 닥터만 잠깐 돌아와서, 어렸을 때 했던 말을 기억하고 본인을 믿어달라고 부탁하는 장면이 있다. 그러나 이 장면에서 등장한 닥터는 에피소드 초반에 우는 천사가 뺏어갔던 외투를 다시 입고 있고, 손목시계도 다른 것을 착용한 모습이다. "The Big Bang" 편에서는 이 때 나타난 닥터가 훨씬 나중의 시점에서 건너온 닥터로서, 에이미가 우주를 재부팅할 때 자신을 기억해낼 수 있도록 에이미의 과거로 건너가 이런 사건들을 설정했다는 사실이 밝혀진다. 리버 송은 닥터에게 판도리카가 열리면 자신을 다시 만날 수 있을 것이라고 말한다. 판도리카는 제1화 "The Eleventh Hour" 편에서 0번 죄수가 언급하였으며, "The Pandorica Opnes" 편에서 리버 송의 귀환과 함께 드디어 실체가 드러난다.
작중 세부적인 전개는 등장인물의 동기로부터 비롯된 것이 많았다. 우는 천사가 에이미를 고문하고 싶어하는 이유가 "재밌기 때문"이라고 밝히자, 닥터는 분노를 표하는 동시에 우는 천사를 물리치고 에이미를 구할 용기를 얻게 된다. 또한 닥터가 몇 초만에 에이미를 구하는 방법을 간파하는 장면에서, 모펏은 이 시점의 닥터가 "매우 원초적인 닥터... 매우 순수하고 단순한 닥터"라면서 어떤 연민에 빠져들면 추리만 방해하게 되기 때문에 에이미를 위로할 새도 없었다고 설명하고 있다. 곁에 있던 리버 송 역시 닥터를 이해하고, 에이미더러 닥터에게 생각할 시간을 주자고 말한다. 모펏은 에이미가 "열정적이고 투지 있으며... 정말 똑똑하다"고 본다면서, 에이미가 1초 이상 눈을 뜨지 못하게 되자 1초보다 더 빨리 눈을 떴다 감기로 결심한 장면이 그 예시라고 설명했다. 또 에이미가 닥터에게 키스하며 꼬시려는 장면은 제1화에서 구축했던 에이미의 캐릭터성과 맞물린다고 본다고 밝혔다. 이는 곧 두 사람이 방금 전까지 서로 공감했던, 죽을 위기에 처했다 가까쓰로 탈출한 것과 도전적인 경험, 그리고 '한 순간에 달아오르면서' 일을 저지르려는 에이미의 성향을 반영한 것이라고 해설했다. 에이미의 대쉬에 대한 닥터의 반응은, 여자가 이런 류의 행동을 저질렀을 때 보통 남자들의 당혹스럽고 어쩔 줄 몰라하는 반응을 의도한 것이라고 설명했다.
다만 2017년 모펏은 마지막 키스 장면을 바꿀 수 있었다면 좋겠다면서 위의 생각을 바꿨음을 드러낸 바 있다. 모펏은 트위터 Q&A를 통해 "...거기에 멋진 장면을 넣을 수도 있었는데 나는 완전히 배제하고 있었다. 웃음을 주기 위해 저지른 것이 완전히 틀려 버렸다"는 소감을 밝혔다.

### 촬영

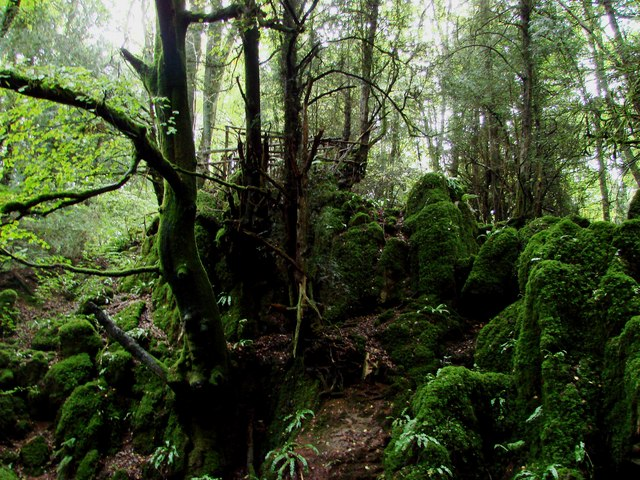
숲 속의 장면은 딘의 숲 에 있는 퍼즐우드에서 촬영되었다.

"The Time of Angels" / "Flesh and Stone"은 시즌 5의 전체 촬영일정 가운데 가장 먼저 촬영이 진행된 에피소드였다. "Flesh and Stone"의 대본 리딩은 2009년 7월 15일 "The Time of Angels"에 이어 실시되었다. 작중 비잔티움호의 산소공장으로 설정된 숲 장면은 2009년 7월 잉글랜드 퍼즐우드의 포레스트 오브 딘에서 9일간 촬영되었다. 마지막 해변가 장면은 2009년 7월 20일~21일 웨일스 베일오브글러모건의 서던다운에서 촬영되었으며 이번 시즌에서 가장 먼저 촬영이 완료된 장면이었다.
우는 천사는 대부분 실제 석상이 아니라 마스크, 의상, 분장을 거친 젊은 여성 엑스트라들의 연기로, 2~3시간의 분장을 거쳐 촬영 현장에 투입되었다. 애덤 스미스 감독은 이들 배우들이 준비하는 데 오랜 시간이 걸리는 것은 물론, 오랜 시간 동안 가만히 서 있어야 했기 때문에 "촬영에 있어서 완전 악몽이었다"는 소감을 남겼다. 한편 눈을 감고 걷는 장면을 소화하게 된 배우 캐런 길런은 땅이 고르지 않고 진흙투성이였던 탓에 어렵고 힘들었다고 밝혔다. 충격완화 매트가 동원되긴 했지만 계단으로 발걸음을 내딛고 넘어지는 연기 자체가 "가장 무서운 일이었다"고 밝혔다. 또한 눈으로 본인의 감정 연기를 표현할 수 없었기에, 감정을 전달하려면 더욱 생동감 있는 연기가 필요했다고 밝혔다. 비잔티움호에서 중력장이 무너지면서 닥터와 에이미, 리버가 허공에 수평으로 뜬 장면은 와이어와 강력한 선풍기를 동원해 구현했다. 에이미의 침실이 푸른색으로 꾸며진 것은 애덤 스미스 감독의 아이디어로, 에이미가 어렸을 때 닥터를 만날 당시 보았던 타디스를 떠올렸음을 보여주기 위한 장치였다.

## 방송과 평가
"Flesh and Stone"은 2010년 5월 1일 영국 BBC One에서 처음 방송되었으며 BBC HD에서도 동시 방송되었다. 밤사이 시청률에 따르면 "Flesh and Stone"은 687만 명의 시청자수를 기록하였는데, 이 가운데 BBC One의 시청자수는 653만 명, BBC HD의 시청자수는 34만 명을 기록하였다. 시청률 자체는 이전화에 비해 소폭 증가했으나, 당일 방영된 프로그램 가운데서는 여전히 브리튼스 갓 탤런트에 이어 2위를 차지한 것으로 조사됐다. 최종 집계된 통계에 따르면 총 849만 5000명의 시청자가 해당 에피소드를 시청한 것으로 조사됐으며, BBC One에서는 801만 9000명, BBC HD에서는 47만 6000명이 시청했으며, 해당 채널 방영 프로그램 가운데서는 5위, 1위를 각각 차지했다. 시청지수 (Appreciation Index)는 86점을 기록하였다.

### 평론가들의 반응
"Flesh and Stone"은 대체로 긍정적인 평가를 받았다. 더 가디언의 온라인판 기사에서 대니얼 마틴은 본 에피소드에 대해 "지금까지 방영된 닥터 후 최고의 에피소드라는 그럴듯한 주장을 할 수 있다"고 대호평했다. 이어 "말도 안 될 정도로 좋다 — 상징적인 시퀀스가 매 순간마다 나와서 특정 장면을 고르는 것도 거의 의미가 없다"고 평했다. 특히 옥타비안 신부가 죽는 장면을 높이 평가하면서, "그를 죽게 내버려 둬야 한단 사실을 깨달은 순간 맷 스미스의 얼굴에 절망이 드리워지고, 옥타비안의 마지막 유언은 명예로움과 우아함을 갖춘 채 눈물 흘렸다"고 묘사했다. IGN의 맷 웨일스도 본 에피소드에 10점 만점에 10점을 매기면서 "거대하고 상징적인 순간들로 가득 차 있다", "끝날 무렵이면 우리에게는 해답보다 더 많은 질문들이 남겨지고, 모팻의 치밀한 계획을 보다 절실히 느낄 수 있게 된다"고 평했다.

## 타 매체
2010년 7월 5일 "Flesh and Stone"은 "The Time of Angels" / "The Vampires of Venice" 편과 함께 DVD, 블루레이로 영국에서 처음 출시되었다. 2010년 11월 8일에는 시즌 5 전편이 수록된 DVD로 재출시되었으며, "Flesh and Stone"과 "The Vampires of Venice" 사이의 컷신도 함께 수록됐다. 해당 컷신은 닥터는 에이미에게 왜 동행자가 필요한지 밝히는 것이 주된 이야기다. 어떤 숨은 동기가 있기 때문이 아니라, 신선한 눈으로 우주를 볼 수 있었으면 한다는 설명이 담겼다.

### 문고판
2011년 5월 학생 문해력 향상 프로그램의 일환으로 피어슨 에듀케이션에서 트레버 백센데일이 각색한 <The Time of Angels>라는 소설을 출간하였다. 해당 소설에는 이 에피소드와 "The Time of Angels"의 줄거리가 담겼다.